# Pierre Filloeul
Pierre Filloeul (1696 - vers 1754) est un graveur français.

## Biographie
Il était le fils du graveur Gilbert Filloeul (1644-1697) originaire d'Abbeville.
Peintre et graveur de peintre, Pierre est formé dans l'atelier de Jacques-Philippe Lebas. Il fut l'interprête de Chardin mais surtout de Jean-Baptiste Pater, dont il avait le monopole, et que les amateurs de rococo s'arrachaient pour décorer leurs cabinets.
La date de sa mort se situe aux alentours de 1754.

## Œuvre
- L'Europe illustre : contenant l'histoire abrégée des souverains, des princes, des prélats, des ministres, des grands capitaines, des magistrats, des savans, des artistes et des dames célébres en Europe, dans le XVe siècle compris, jusqu'à présent. Par M. Dreux du Radier, avocat,  Paris, chez Nyon l'aîné, libraire, rue Saint-Jean-de-Beauvais , M.DCC.LXXVII.
- Œuvres de Clement Marot valet-de-chambre de François I. Roy de France, revûes sur plusieurs manuscrits, & sur plus de quarante editions ; et augmentées tant de diverses poe͏̈sies veritables, que de celles qu'on lui a faussement attribuées : avec les ouvrages de Jean Marot son pere, ceux de Michel Marot son fils, & les piéces du different de Clement avec François Sagon : accompagnées d'une preface historique & d'observations critiques, La Haye, Chez P. Gosse & J. Neaulme , 1731.
- Recueil d'oiseaux, insectes et animaux d'après Vankessel et autres grands maîtres ... .
- Methode pour etudier l'Histoire, avec un catalogue des principaux historiens, & des remarques sur la bonté de leurs ouvrages, & sur le choix des meilleures editions, abbé Lenglet Du Fresnoy.

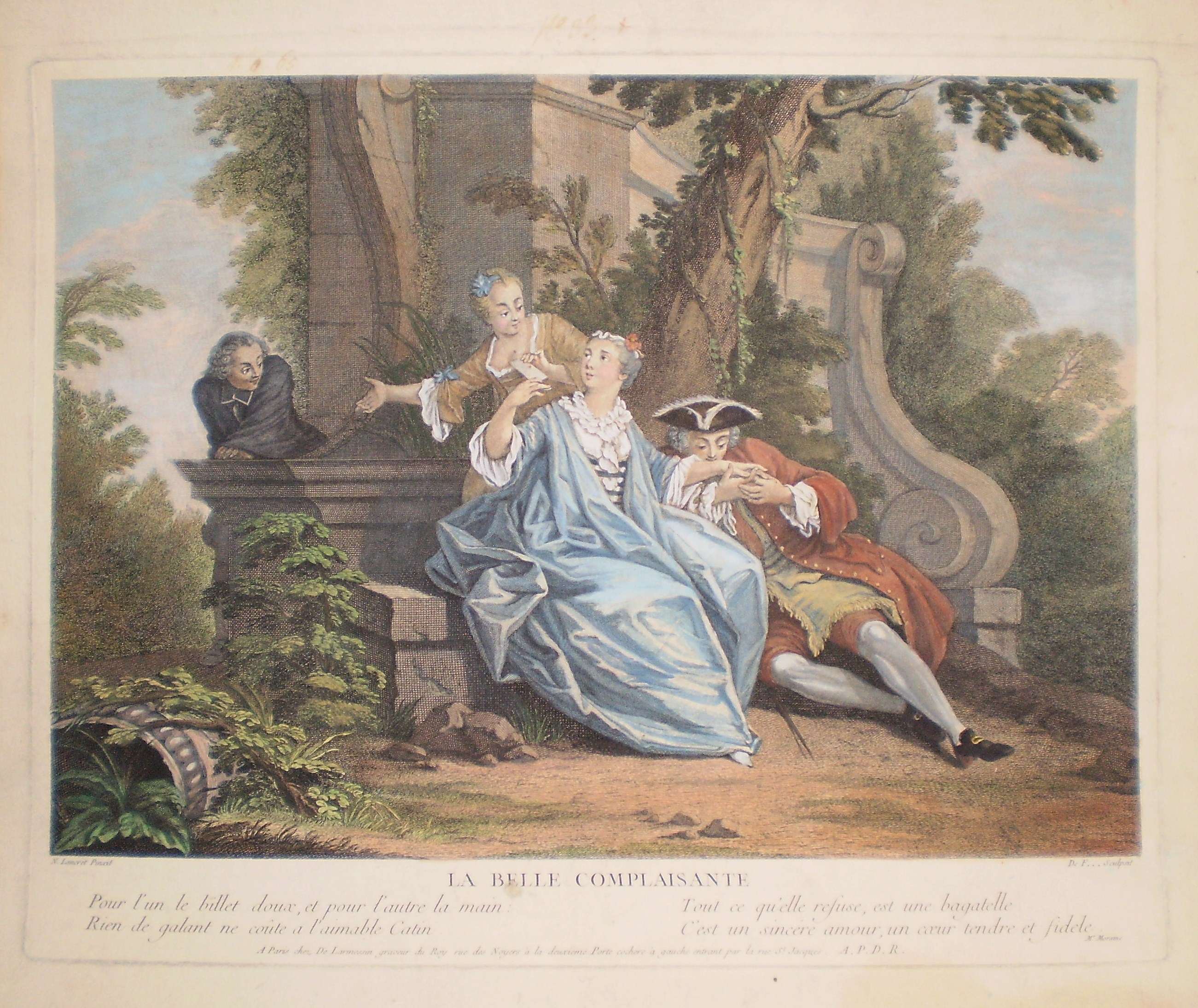
La Belle Complaisante, sur une œuvre de Nicolas Lancret,
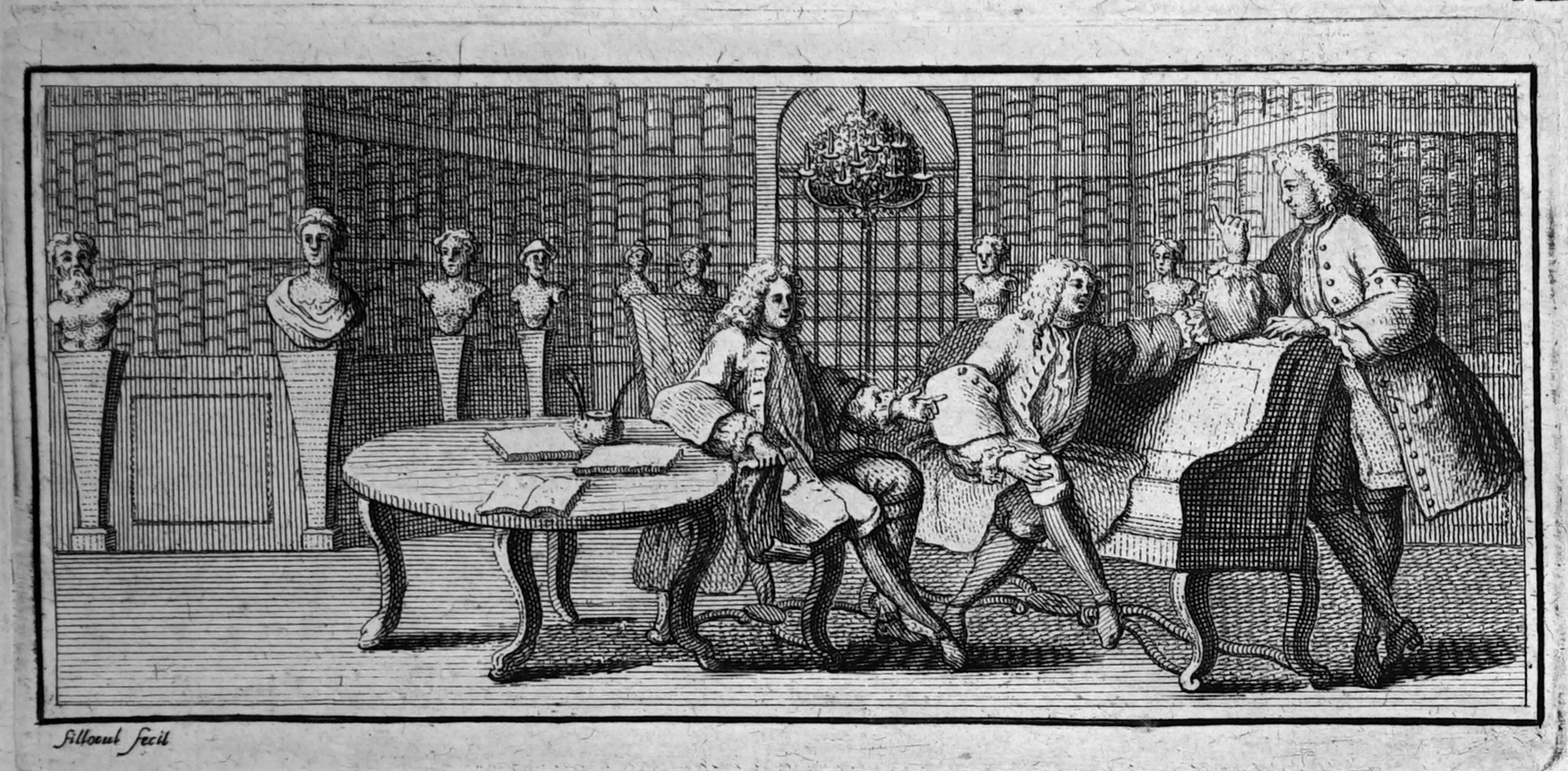
illustrant des Œuvres de Clément Marot.